# Nizozemští místodržitelé

Znak Španělského Nizozemí

Znak Rakouského Nizozemí

Habsburské Nizozemí bylo označováno za Španělské Nizozemí před válkou o španělské dědictví a za Rakouské Nizozemí po ní. Rozkládalo se zejména na území dnešní Belgie a zprvu také na území dnešního Nizozemska.
Skupina drobných států (17 různých provincií, které měly vlastní zákony a vlastní ústavu). Jižní provincie (Flandry, Brabantsko) byly výrobcem sukna, rolníci platili velké daně a dávky, což vzbuzovalo bouře a nevole. Severní provincie (Holland, Zeeland, Utrecht) se zabývaly lovem sleďů a obchodem s Pobaltím a s Ruskem, stavěly se zde lodě.
V čele skupiny států byl regent a později generální místodržitel. První regentkou byla Markéta Rakouská, dcera císaře Maxmiliána I. a teta císaře Karla V. Tato velmi vzdělaná a inteligentní žena, která vyrostla na francouzském dvoře a později žila ve Španělsku jako manželka následníka trůnu Jana, vytvořila po vzoru kastilské královny Isabely úřednickou vládu, jejíž členové byli vzdělanci a nikoli šlechtici.
Nizozemské provincie sjednotil Karel V. Po Francouzské revoluci však byla nizozemská území pro Habsburky ztracena.

## Sedmnáct provincií

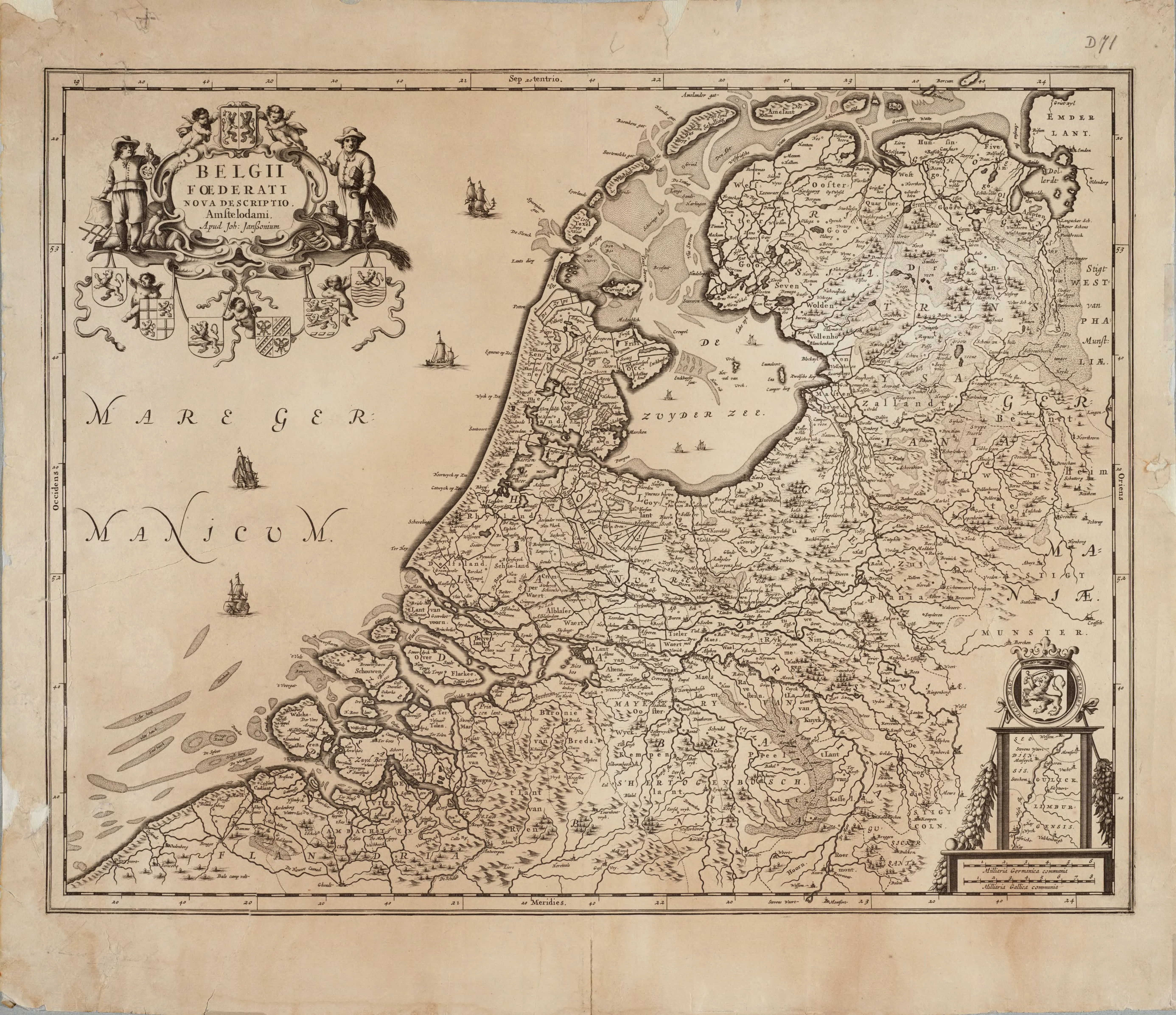
Sedmnáct sjednocených provincií

- 1506–1507 Vilém z Croÿ, pán z Chièvres
- 1507–1530 Markéta Habsburská, vévodkyně Savojská
- 1530–1555 Marie Rakouská, česká a uherská královna
- 1555–1559 Emanuel Filibert Savojský, savojský vévoda
- 1559–1567 Markéta Parmská, vévodkyně z Parmy
- 1567–1573 Fernando Álvarez de Toledo, vévoda z Alby
- 1573–1576 Luís Zúñiga y Requesens
- 1576–1578 Juan de Austria
- 1578–1581 Alexandr Farnese, vévoda z Parmy a Piacenzy

V roce 1581 se sjednocené provincie prohlásily republikou, nezávislou na Španělsku.

## Španělské Nizozemí
- 1581–1592 Alexandr Farnese, vévoda z Parmy a Piacenzy
- 1592–1594 Petr Arnošt I., hrabě Mansfeld
- 1594–1595 Arnošt Habsburský, arcivévoda rakouský
- 1595–1596 Pedro Henriquez de Acevedo
- 1596–1598 Albrecht VII. Habsburský, arcivévoda Rakouský a arcibiskup toledský, jako místodržící
- 1598–1621 Albrecht VII. Habsburský, arcivévoda Rakouský, jako suverénní vládce
  - 1598–1621 Isabela Klára Evženie Španělská, španělská infantka (spoluvládkyně)
- 1621–1633 Isabela Klára Evženie Španělská, španělská infantka, jako místodržící
- 1633–1641 Ferdinand Španělský, kardinál, španělský infant
- 1641–1644 Francisco de Mello
- 1644–1647 Emmanuel de Moura Cortereal
- 1647–1656 Leopold Vilém Rakouský, arcivévoda rakouský
- 1656–1659 Juan José de Austria
- 1659–1664 Luis de Benavides Carillo
- 1664–1668 Francisco de Moura Cortereal
- 1668–1670 Íñigo Fernández de Velasco, vévoda z Feria
- 1670–1675 Juan Domingo de Zuñiga y Fonseca
- 1675–1677 Karel z Gurrea, vévoda z Villahermosy
- 1678–1682 Alexandr Farnese
- 1682–1685 Ota Jindřich z Carretta
- 1685–1692 Francisco Antonio de Agurto
- 1692–1706 Maxmilián II. Emanuel, bavorský kurfiřt

- 1706–1714 byla území obsazena Anglií a severní částí Nizozemí

Smlouvou z roku 1714 připadla jižní území rakouské linii Habsburků.

## Rakouské Nizozemí
- 1716–1724 Evžen Savojský, savojský princ
- 1724–1741 Marie Alžběta Habsburská, arcivévodkyně rakouská
- 1741–1744 Bedřich August hrabě Harach z Rohrau, hrabě z Harachu-Rohranu
- 1744–1780 Karel Alexandr Lotrinský, lotrinský princ
  - 1744–1744 Marie Anna Habsburská, arcivévodkyně rakouská (spoluregentka)
  - 1745–1748 Mořic Saský (francouzská okupace)
  - 1748–1749 Karel Josef Batthyány (úřadující generální guvernér)
- 1780–1781 Jiří Adam kníže ze Starhembergu
- 1781–1793 Albert Kazimír Sasko-Těšínský, vévoda Sasko-Těšínský
  - 1781–1793 Marie Kristýna Habsburská, arcivévodkyně rakouská (spoluregentka)
- 1793–1794 Karel Ludvík Rakousko-Těšínský, arcivévoda rakouský